# Дибиапур
Дибиапур (англ. Dibiyapur) — город на севере Индии, в штате Уттар-Прадеш, в округе Аурайя.

## География
Город находится к северу от реки Джамны и города Аурайя, на высоте 135 метров над уровнем моря. В нескольких километрах к юго-западу от Дибиапура находится небольшой город Пхапхунд.

## Демография
По данным официальной переписи 2001 года численность населения города составляла 20 602 человека, из них 10 962 мужчины и 9640 женщин. Уровень грамотности населения города составляет 76 %, что выше, чем средний по стране показатель 59,5 %. Уровень грамотности среди мужчин — 80 %, среди женщин — 72 %. Доля лиц в возрасте младше 6 лет — 14 %.

## Экономика и транспорт
Дибиапур является важным промышленным городом округа Аурайя. Здесь расположены нефтехимический завод и газокомпрессорная станция индийской газовой компании GAIL, а также электростанция NTPC.
Дибиапур — железнодорожная станция на основной дороге Дели — Хаора. Город соединён автомобильными дорогами с центром округа, городом Аурайя (около 20 км) и городом Канаудж (около 60 км). Ближайший аэропорт расположен в Канпуре (около 127 км), откуда осуществляются регулярные рейсы в Дели и Калькутту.